# سراي (مدينة)

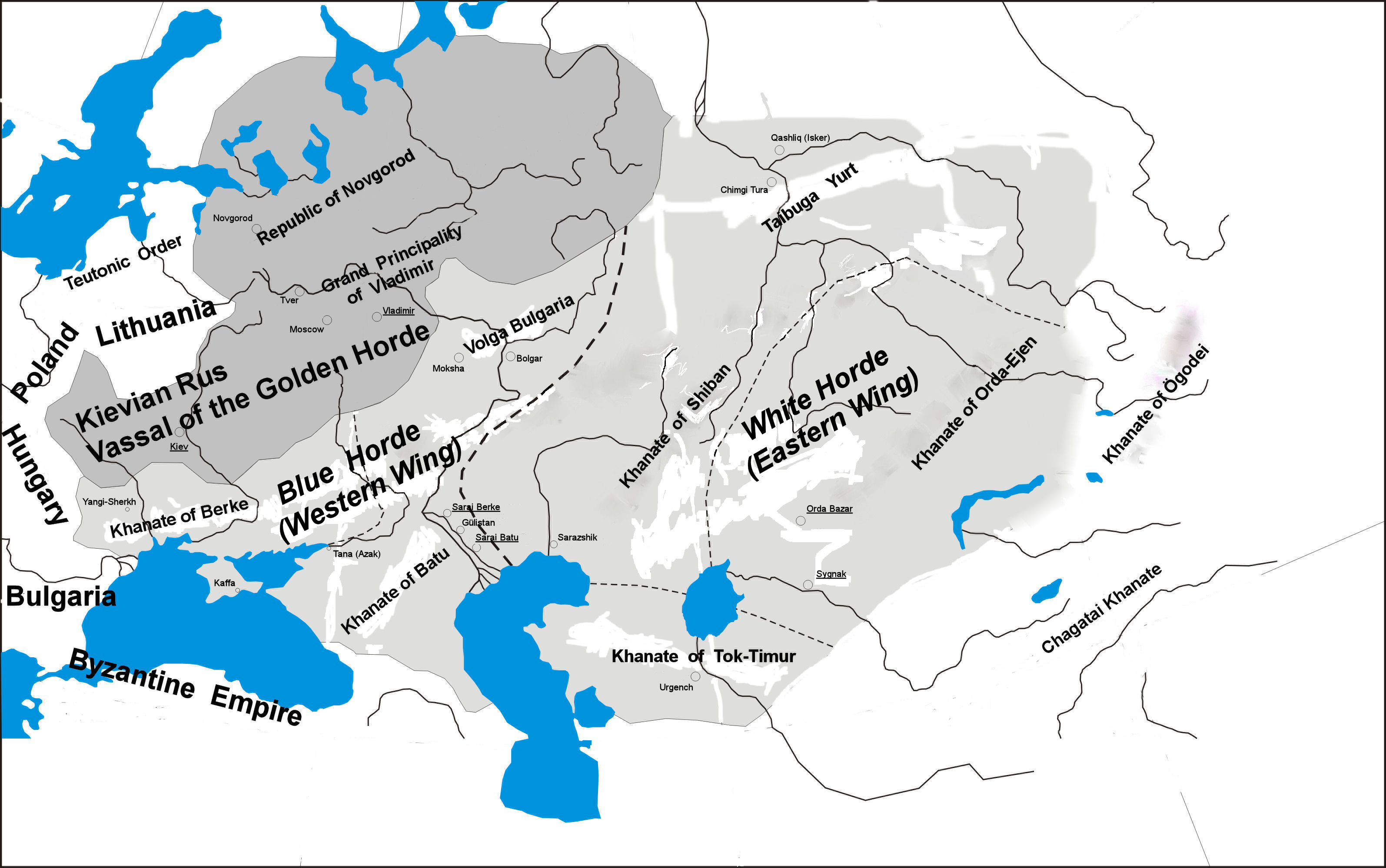
وترد مدينتين ساراي أعلى بحر قزوين في الخريطة..

سراي كان اسم مدينتين هما على التوالي عاصمة القبيلة الذهبية، والمملكة المغولية التي حكمت روسيا والكثير من آسيا الوسطى في القرنين الثالث والرابع عشر. المدينتين كانت من بين أكبر مدن العالم في العصور الوسطى، وكان يبلغ عدد سكانها حسب تقدير بريتانيكا في عام 2005 حوالي 600000. "ساراي القديمة"، أو "ساراي باتو"،  تم تأسيسها من قبل باتو خان المغولي الحاكم في منتصف العقد 1240، على موقع شرق نهر اكتوبا.